# Linia kolejowa Laucha – Kölleda
Linia kolejowa Laucha – Kölleda (używana jest także nazwa Finnebahn) - nieistniejąca obecnie jednotorowa linia kolei regionalnej. Położona była na obszarze dzisiejszych landów Saksonia-Anhalt i Turyngia w Niemczech. W mieście Laucha odgałęziała się od linii Naumburg – Reinsdorf. Na stacji końcowej Kölleda przechodziła w linię Straußfurt – Großheringen. Po likwidacji linii zachowano na pamiątkę wiadukty kolejowe biegnące nad rzeką Wilde Sau (dopływ Łaby); wysoki na 29 metrów Schnecktalbrücke oraz wysoki na 20 metrów 12-Apostel-Brücke.
Obecnie w miejscu dawnego torowiska przebiega częściowo droga krajowa B176.

## Historia

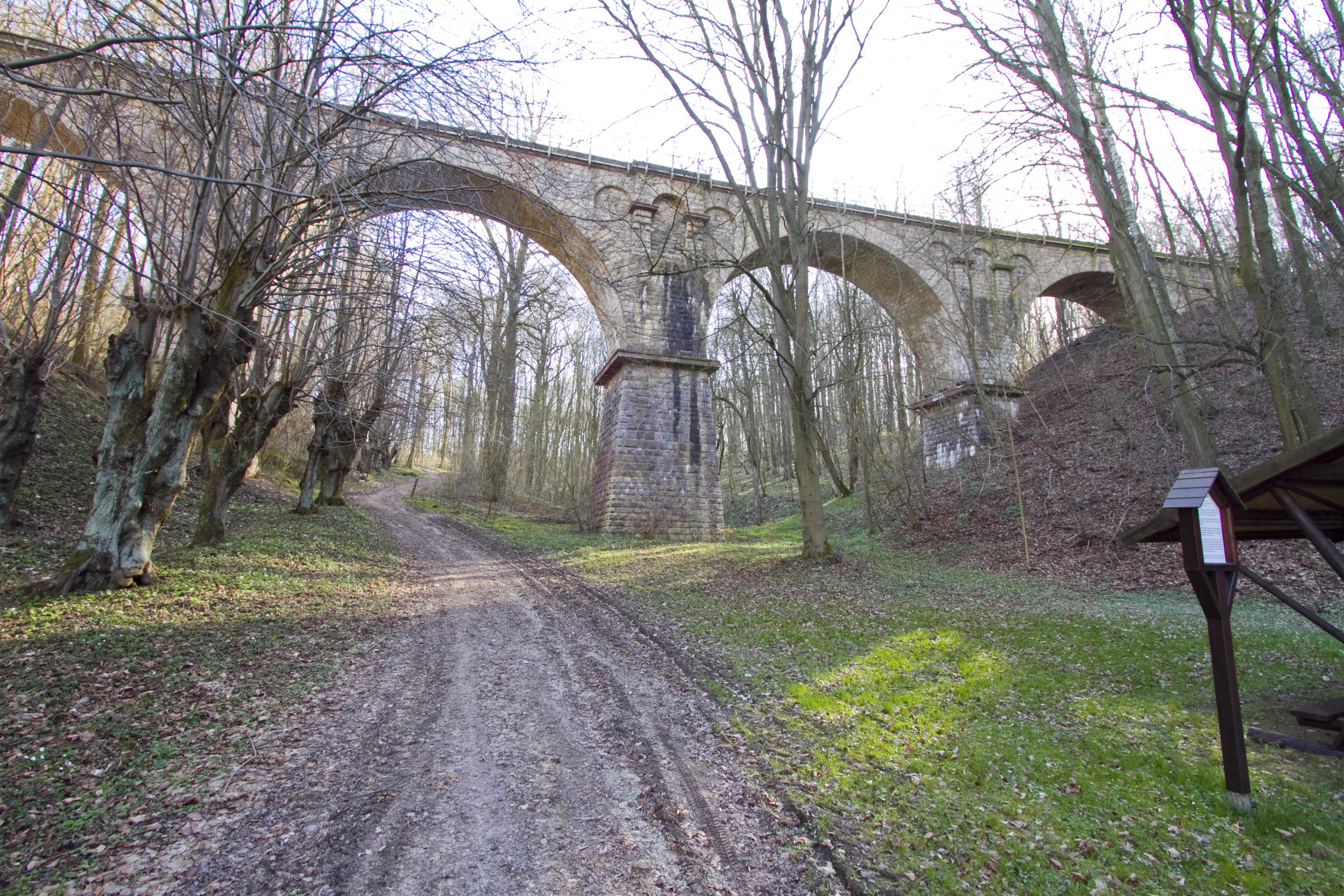
12-Apostel-Brücke (2012)

11 marca 1908 r. rada miejska Lauchy zdecydowała o budowie nowej linii kolejowej; jeszcze w tym samym roku rozpoczęto projektowanie jej przebiegu. Roboty budowlane trwały od 8 maja 1912 r.. 1 Maja 1914 r. zakończono budowę i uruchomiono torowisko między Kölledą a Lossą, 1 lipca między Lossą a Billrodą oraz 1 października tego samego roku między Billrodą a Lauchą.
W 1944 r.w dni powszednie kursowało pięć par pociągów, a w niedzielę trzy pary.
W listopadzie 1947 r. torowisko między Kölledą a Lossą zostało zdemontowane i przekazane w ramach reparacji wojennych na rzecz ZSRR. Po zlikwidowaniu przewozów pasażerskich 30 października 1967 r. trasa do Lauchy wykorzystywana była do transportu wojskowych przesyłek. Ruch pasażerski na odcinku Bad Bibra – Lossa zlikwidowano 25 maja 1968 r., natomiast odcinek Laucha – Bad Bibra został zamknięty 30 września 1973 r. Przewóz towarów do stacji Lossa funkcjonował jeszcze do 31 grudnia 1993 r., do Bad Bibry ostatni pociąg towarowy dotarł 31 grudnia 1994 r. Istniejące jeszcze torowisko nie ma już połączenia z linią Naumburg – Reinsdorf.
Pomiędzy Bad Bibrą a Saubach dawną trasę linii przecina nowo wybudowana szybka kolej Erfurt-Lipsk/Halle. W 2002 r. tuż za Saubachtalbrücke wybudowano wiadukt nad torowiskiem linii, mimo że torowisko linii Laucha – Kölleda jest nieużywane i częściowo rozebrane.
Obecnie częściowo po śladzie zlikwidowanego torowiska poprowadzona została ścieżka rowerowa.